# Гражданска инициатива
Гражданска инициатива (на руски: Гражданская инициатива (ГРАНИ)) е либерална политическа партия в Русия. Основана е през март 2013 г. от бившия министър на икономиката в правителството на Борис Елцин – Андрей Начаев, който е и настоящ неин предстедател.

## Участия в избори

### Президентски избори
На президентските избори в Русия през 2018 г. партията издига за кандидат Ксения Собчак. Тя се нарежда на 4-то място, като за нея гласуват 1 238 031 души (или 1,68 %).